# Six Shooter Canyon
Six Shooter Canyon es un lugar designado por el censo ubicado en el condado de Gila en el estado estadounidense de Arizona. En el Censo de 2010 tenía una población de 1019 habitantes y una densidad poblacional de 134,88 personas por km².

## Geografía
Six Shooter Canyon se encuentra ubicado en las coordenadas 33°22′0″N 110°46′29″O / 33.36667, -110.77472. Según la Oficina del Censo de los Estados Unidos, Six Shooter Canyon tiene una superficie total de 7.55 km², de la cual 7.55 km² corresponden a tierra firme y (0.03%) 0 km² es agua.

## Demografía
Según el censo de 2010, había 1.019 personas residiendo en Six Shooter Canyon. La densidad de población era de 134,88 hab./km². De los 1.019 habitantes, Six Shooter Canyon estaba compuesto por el 85.87% blancos, el 0.88% eran afroamericanos, el 3.34% eran amerindios, el 0.2% eran asiáticos, el 0% eran isleños del Pacífico, el 6.38% eran de otras razas y el 3.34% pertenecían a dos o más razas. Del total de la población el 24.73% eran hispanos o latinos de cualquier raza.